# Ambroise Thomas
Charles Louis Ambroise Thomas (Metz, 1811. augusztus 5. – Párizs, 1896. február 12.) 19. századi francia operaszerző.

## Élete
Zenész család gyermekeként látta meg a napvilágot. Édesapja zenekari hegedűs, édesanyja énekes volt. Zenetanulmányait is zenész apjánál kezdte meg, aki már gyermekkorában hegedülni és zongorázni tanította. Ambroise 1828-ban a párizsi konzervatórium növendéke lett. Itt Victor-Charles-Paul Dourten (1780–1865) és Jean Francois Le Suer (1760–1837) zeneszerzők, Pierre Joseph Zimmerman (1785–1853) összhangzattan professzor, valamint Friédéric Kalkbrenner (1785–1849) híres zongorista és zenetanár irányításával végezte tanulmányait. 1829-ben első díjat nyert zongorán. 1830-ban összhangzattani tudásával, 1831-ben a Római Díjért versenyezve csak dicséretet kapott. 1832-ben komponálta Hermann és Ketty című kantátáját, amellyel immár elnyerte a díjat, és 1832–1835 között lehetősége volt megismerni Itália zenei világát.
Thomas miután visszatért Párizsba belevetette magát a munkába: keze alól egymás után kerültek ki szerzeményei (elsősorban operák és balettek). Első darabjai Daniel Auber és Jacques Fromental Halévy hatását mutatták, és kedvező fogadtatásban részesültek. A sikeren felbuzdulva Thomas minden évben előállt egy-egy új szerzeménnyel, ám ezek mind tiszavirág életűnek bizonyultak: egy-két évig vagy hónapig sikerrel játszották őket, majd eltűntek a repertoárból. Hírnevét az 1849-ben komponált A kádi című darab alapozta meg: ezt már több külföldi dalszínház is műsorra tűzte. A kádi sikerét ismételte meg a Szentivánéji álommal, de az igazi áttörést két főműve: a Mignon és a Hamlet hozta meg neki.
Ambroise eközben írt baletteket (A cigánylány, 1840; Betty, 1846; A vihar, 1889), valamint kantátákat, egyházzenei darabokat és kórusműveket is, de ezekkel nem sikerült tartós sikereket aratnia. A Mignonnak köszönhetően emelkedett egy csapásra a legnagyobb francia operaszerzők közé. A művet a szerző életében csak a bemutató színház 1000-nél többször tűzte műsorra.
Hírneve és szorgalmas munkája következtében hamarosan állami elismerésekben is részesült: 1845-ben a francia Becsületrend lovagja, 1849-ben tisztje lett. 1851-ben, Gasparo Spontini halála után megválasztották annak utódjául a Francia Akadémián. 1856-tól zeneszerzést tanított a párizsi konzervatóriumban, Auber halála után (1871) ennek igazgatója lett. Az intézmény vezetőjeként mindent megtett az egyre terjedő wagneri elvek visszaszorításáért. Wagner hatását kívánta ellensúlyozni azzal a döntésével is, amellyel César Franck muzsikáját állította az oktatás középpontjába. Konzervatív zenei törekvései odáig vezettek, hogy megakadályozta, hogy Gabriel Fauré a konzervatórium professzora legyen és legismertebb tanítványa, Jules Massenet kivételével idegenkedve szemlélte az új zeneszerző generáció működését is. Thomas 1896. február 12-én Párizsban hunyt el.

## Munkássága
Thomas összesen 20 operát írt, ezek túlnyomó többsége a maguk korában repertoár darab volt több kevesebb ideig Európa számos operaházában, de végül mindössze két darab bizonyult maradandónak. A Hamlet és a Mignon ma is érdeklődésre tart számot, és bár hazánkban mindkét darabot elég régóta nem játsszák már, azért a világ operaházai és operafesztiváljai elő-elő szokták venni e két művet. Műveinek jellemzője a biztos színpadismeret, a hatásos jelenetszerkesztés. Érettkori operáit Gounod stílusának átvétele, dallamgazdagság, az érzelmek sokszínű tolmácsolása jellemzi.
A zenetörténészek gyakran vélnek felfedezni bizonyos párhuzamosságokat Thomas és a nála jóval fiatalabb Gounod színpadi munkássága között. Sok hasonlóságot mutatnak a két szerző erényei és hibái: dallamviláguk érzelmes, drámai erejük kicsi, színpadi érzékük kitűnő, de a hatásos jelenetek mellett adósak maradnak a lélekrajz mélyebb feltárásával. Összességében véve azonban Thomas jelentősége nem mérhető Gounod-éhoz. Muzsikája szegényebb és színtelenebb, alapvető hibája a túlságosan igényes szöveg választás: Thomas zenéje az esetek többségében nem ér fel szövegkönyvei színvonalával.
Sokak szerint a nagy színpadi érzékű, de nem igazán eredeti Thomasnak inspirációra volt szüksége ahhoz, hogy az átlagnál valamivel többet tudjon nyújtani operáiban. Az az inspiráció pedig Gounod volt. A két szerző témaválasztásában megfigyelhető egy fajta vetélkedés: Gounod 1851 komponált egy ókori történetet feldolgozó operát (Sappho), Thomas 1857-ben (Psyche). Gounod is írt egy művet Goethe nyomán (Faust), Thomas is (Mignon). Gonoud megzenésítette Shakespeare Rómeó és Júliáját, Thomas a Hamletet. Ráadásul ez esetben csak egy év különbség van a két opera bemutatása között.
Ez a fajta párhuzam egy kicsit erőltetetnek tűnhet, de elgondolkodtató. Erőltet, mert Thomas kettő, hasonló előzmények nélküli opera (A kádi és a Szentivánéji álom) is nagy sikert aratott, és elgondolkodtató, mert Thomas számos jellegzetes alkotói módszert átvett Gounod-tól.

## Operái
- La double Échelle 1837
- Le Perruquier de la régence 1838
- Le Panier fleuri 1839
- Carline 1840
- Le Comte de Carmagnola 1841
- Le Guérillero 1842
- Angélique et Médor 1843
- Mina ou Le Ménage à trois 1843
- Le Caïd 1849
- Le Songe d'une nuit d'été 1850
- Le secret de la reine 1851
- La Tonelli 1853
- La Cour de Célimène 1855
- Psyché 1857
- Le Carnaval de Venise 1857
- Gille et Gillotin 1874
- Le roman d'Elvire 1860
- Mignon 1866
- Hamlet 1868
- Psyché (második változat) 1878
- Françoise de Rimini 1882
- Le Songe d'une nuit d'été 1886